# Kloster Zwiefalten
Das Kloster Zwiefalten (lat. Abbatia Duplices aquae; Patrozinium: BMV) ist eine ehemalige Benediktinerabtei in Zwiefalten am südlichen Ausläufer der Schwäbischen Alb im Landkreis Reutlingen. Die Anlage beherbergt heute eine psychiatrische Klinik.

## Geschichte

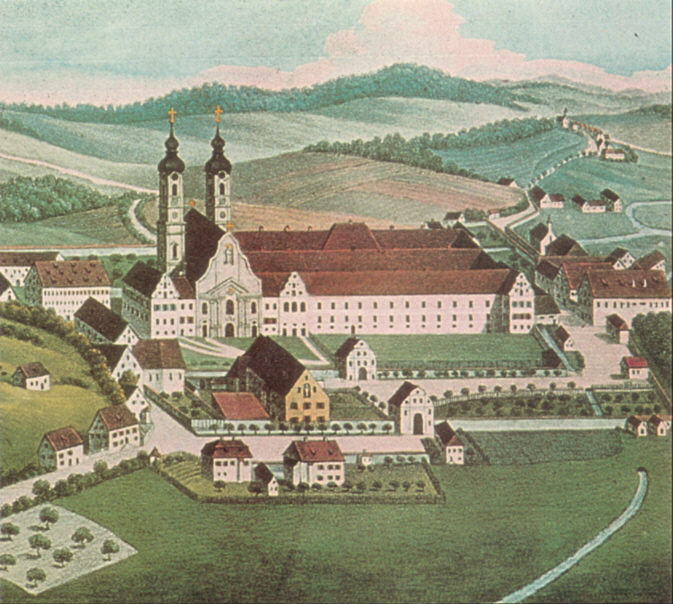
Kloster Zwiefalten im Jahr 1826

### Gründung und Frühzeit
Die Klosterstiftung (1089) fällt in die Zeit nach dem Investiturstreit zwischen dem deutschen Kaiser Heinrich IV. und Papst Gregor VII. Die beiden Gründer, die Grafen Kuno von Wülflingen und Liutold von Achalm, waren päpstliche Parteigänger gewesen und schufen sich in Zwiefalten eine standesgemäße Rückzugs- und Begräbnisstätte. Als Ratgeber bei dem Projekt wirkten unter anderem der ebenfalls papsttreue (und deswegen aus seiner Diözese vertriebene) Bischof Adalbero von Würzburg und Abt Wilhelm von Hirsau.
Am 8. September 1089 wurde die Gründung offiziell vollzogen, nachdem sie mit ihrem Neffen, dem Grafen Werner von Grüningen, im Bempflinger Vertrag ihr Erbe geregelt hatten. Die ersten Bewohner waren zwölf Mönche und fünf Laienbrüder aus dem von den cluniazensischen Reformen geprägten Kloster Hirsau im Nordschwarzwald. Die Neugründung wurde mit reichem Schenkungsgut ausgestattet, darunter Teile der Orte Neuhausen an der Erms, Tigerfeld und Dietikon sowie die Kirche von Buch im Thurgau und anderes. Die verschiedenen Besitztümer lagen zu Beginn über den gesamten südwestdeutschen Raum verstreut bis in die Gegend von Chur und im Elsass.
Schon ab dem Jahr 1091 wurde Zwiefalten selbständige Abtei mit freier Abts- und Vogtswahl: Die Grafenbrüder Liuthold und Kuno von Achalm fürchteten, dass aus Ermangelung erbberechtigter Nachkommen dem Kloster gegenüber Gewalt und Zwang ausgeübt werden könnten, wenngleich sie es auch weiterhin unter ihrer Herrschaft behielten. (In Kunos Hand lag auch das Recht der Vogtei und Schirmherrschaft.) Daher übertrugen sie 1092 dem Grafen Mangold von Veringen das Eigentumsrecht unter der Bedingung, dass er zum Apostolischen Stuhl nach Rom ginge und das Kloster der Jungfrau Maria dem Schutz und der Herrschaft der römischen Kirche unterstelle.
1093 bestätigte Papst Urban II. diese Schutzherrschaft und verlieh der Abtei Zwiefalten verschiedene Rechte. Als Gegenleistung wurde die symbolische jährliche Entrichtung eines Goldstückes festgesetzt.
1092 starb Graf Kuno, am 18. August 1098 sein Bruder Liutold, der seinen Lebensabend als Mönch im Kloster verbracht hatte. Der Großteil ihres Erbes fiel dem Kloster zu. 1109 erfolgte die Weihe der ersten Klosterkirche durch Bischof Wido von Chur.
Bereits unter Abt Ulrich I. (1095–1139) konnte Zwiefalten Mönche zur Gründung der Klöster Kladrau und Neresheim sowie weiterer Benediktinerklöster entsenden. Die Verbindung mit Graf Heinrich I. von Berg und dessen Töchtern, der polnischen Herzogin Salome von Berg  und deren Schwester, der böhmischen Herzogin Richeza von Berg, und ihrem Mann Vladislav I., führten zu zahlreichen Schenkungen an das Kloster. Von dieser engen Verbindung zeugt auch eine Urkunde vom 4. Dezember 1226, in der Papst Honorius III. das Patronatsrecht des Klosters an der Kirche zu Kladrau bestätigt. Um 1100 datiert auch die Errichtung eines Frauenklosters in Zwiefalten.
Aus dem Mittelalterlichen Klosterschatz haben sich eine prachtvolle Staurothek aus dem 11. Jahrhundert – ein einzigartiges Zeugnis monastischer Spiritualität und Kunstfertigkeit – und ein Reliquienkreuz mit Bergkristallen aus dem 12. Jahrhundert erhalten.

### Bis zum Ausgang des Mittelalters
In den Jahren 1095 bis 1139 erlebte das Kloster eine erste Blütezeit und entwickelte sich zu einem kulturellen und religiösen Zentrum der Region. Abt Berthold († 1169) wurde als Chronist (Zwiefalter Chroniken) und Gegner Kaiser Heinrich IV. bekannt, er förderte zudem Schreibschule und Bibliothek des Klosters.
Hildegard von Bingen besuchte auf ihrer vierten Predigt-Reise, die sie um das Jahr 1170 über die Klöster Maulbronn, Hirsau und Kirchheim in das Herzogtum Schwaben führte, auch Zwiefalten. Ein zwischen 1154 und 1170 entstandener Kodex, die „Zwiefaltener Briefhandschrift“, belegt die enge Verbindung des Klosters zu Hildegard. So existiert auch die Vermutung, das der Liber Scivias in der Schreibschule des Klosters geschrieben und bebildert wurde.
Abt Ernst (1141–1146), der in der Mönchsgemeinschaft später als Märtyrer verehrt wurde, starb auf dem 2. Kreuzzug. Zahlreiche Mitglieder bedeutender schwäbischer Adelsfamilien folgten dem Vorbild des Grafen Liutold und traten in die Klostergemeinschaft ein (so Adalbert von Oberstetten und Otto von Steußlingen aus dem Geschlecht der Alaholfinger oder Berthold von Sperberseck). In dieser Zeit entstand auch ein paralleles Frauenkloster, das bis ins 14. Jahrhundert Bestand hatte. 1293 übernahm Zwiefalten das Dominikanerinnenkloster Mariaberg, das später die Benediktregel annahm.

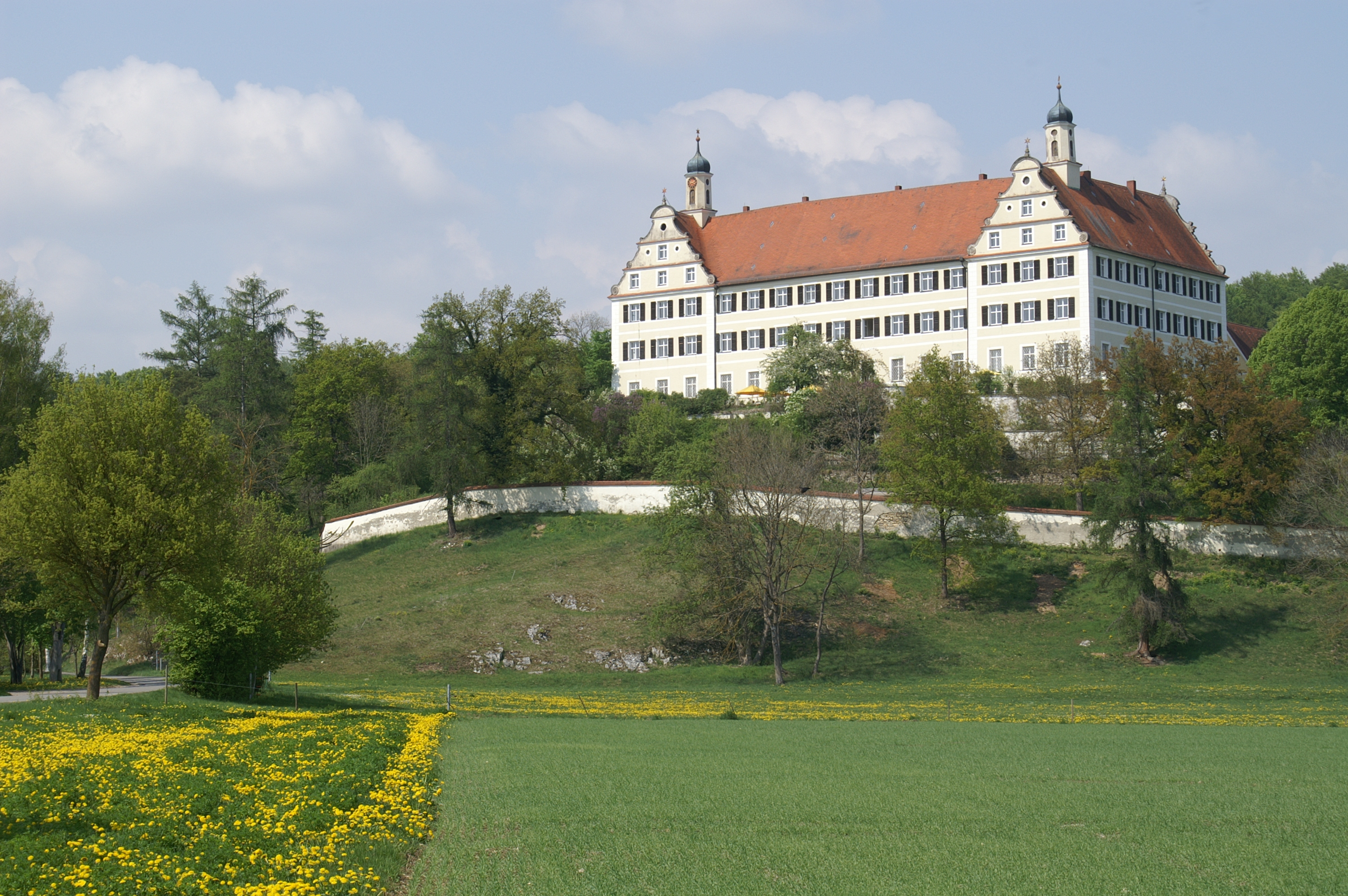
Schloss Mochental

Durch Schenkungen (so 1192 die Burg Mochental, später als Schloss Mochental Propstei des Klosters) oder Zukauf (so der Ort Oberstetten am 19. Juli 1497 erworben für 9350 Gulden) wuchs der Klosterbesitz kontinuierlich weiter und bildete allmählich im Gebiet des heutigen Landkreises Reutlingen ein weitgehend geschlossenes Territorium, das seit dem frühen 14. Jahrhundert de facto unter der Vogtei der Grafen und späteren Herzöge von Württemberg stand.
Von 1303 bis 1491 lag die Schirmvogtei des Klosters bei den Habsburgern, danach ging sie an Württemberg über. Trotz zahlreicher Streitpunkte zwischen Kloster und Landesherren, die ihrerseits ihr Territorium zu erweitern und arrondieren suchten, respektierten doch beide Parteien die gegenseitigen Verpflichtungen. Als etwa im Rahmen von Besitzstreitigkeiten zwischen Zwiefalten und dem Reich um das Dorf Kohlberg Friedrich III. ein Heer zur Durchsetzung seiner Ansprüche nach Reutlingen entsandte (März 1461), stellte sich Graf Ulrich von Württemberg diesem mit einer eigenen Streitmacht zur Verteidigung der Zwiefaltener Rechte entgegen.
Nach der Arrondierung des Klostergebiets gehörten folgende Orte dazu: Zwiefalten; Baach; Attenhöfen; Mörsingen; Upflamör; Dürrenwaldstetten; Hochberg; Gauingen; Geisingen; Huldstetten; Tigerfeld; Aichelau; Aichstetten; Pfronstetten; Wilsingen; Harthausen bei Feldhausen; Kettenacker; Ehrenfels; Gossenzugen; Gauingen; Oberwilzingen; Unterwilzingen; Emeringen; Zell; Bechingen; Daugendorf; Offingen; Unlingen; Oberstetten; Lauterach; Möhringen; Ödenwaldstetten (bis 1750); Neuhausen an der Erms (bis 1750); Großengstingen (1711 bis 1750).
Damit verfügte das Kloster Zwiefalten über ein geschlossenes Territorium auf der Schwäbischen Alb; lediglich Neuhausen an der Erms bildete eine Exklave im Ermstal, und Besitzrechte an einzelnen Gütern lagen weit verstreut. Bedeutsam war der Zwiefalter Klosterhof in der Reichsstadt Reutlingen, sowohl als klösterlicher Standort in einer wichtigen Stadt am Albrand wie auch als ökonomisches Zentrum.

### Von der Reformation bis zur Säkularisation

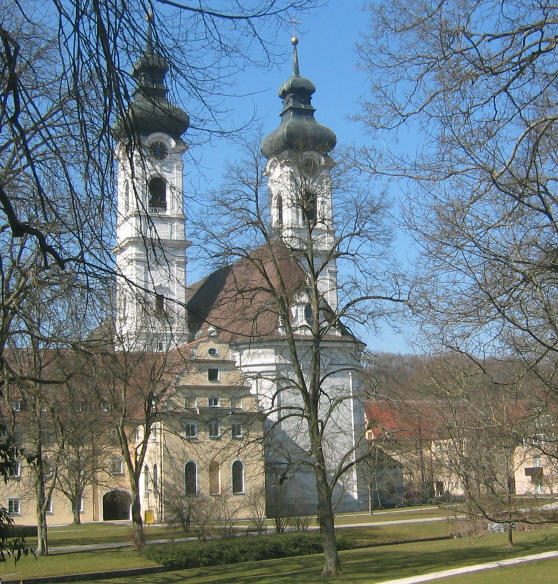
Ehemalige Abtei Zwiefalten

Einen wirtschaftlichen und disziplinären Aufschwung erlebte die Abtei in der Amtszeit von Abt Georg II. Fischer (1474–1513), dem  „2. Gründer“, der auf strenge Regelobservanz bedacht war, rege wissenschaftliche und künstlerische Tätigkeit sowie Einflüsse des Humanismus förderte. In der bald nach Fischers Abbatiat heraufziehenden Reformationszeit geriet das Kloster allerdings durch Ulrich von Württemberg, den ersten protestantischen Herzog, in arge Bedrängnis und wurde 1525 geplündert. Doch konnte Zwiefalten die Ausweitung des neuen Glaubens auf sein Territorium verhindern. 1570 kam es im Vertrag von Speyer zu einer Bestätigung des Sonderstatus der Abtei Zwiefalten im evangelischen Herzogtum Württemberg. In der Folgezeit kam es aber dennoch immer wieder zu Reibereien zwischen Zwiefalten und Württemberg. 1603 gehörte die Abtei Zwiefalten zu den Gründungsmitgliedern der Oberschwäbischen Benediktinerkongregation. 1653 trat das Kloster der Konföderation der Universität Salzburg bei.
Während des Dreißigjährigen Krieges erlebte die Abtei ein wechselhaftes Schicksal. Im ersten Jahrzehnt machte sich der Krieg nur indirekt bemerkbar. Durch das Restitutionsedikt von 1629 fielen die kirchlichen Rechte in den beiden protestantischen Klosterdörfern Neuhausen an der Erms und Ödenwaldstetten an Zwiefalten. Während in Neuhausen ein Mönch als Priester eingesetzt wurde, scheint es in Ödenwaldstetten zu keiner Konfessionsänderung gekommen zu sein. Nach dem schwedisch-württembergischen Eroberungsfeldzug schenkte König Gustav II. Adolf von Schweden 1632 das eroberte Kloster Zwiefalten neben anderen Besitzungen dem Herzog-Administrator Julius Friedrich von Württemberg. Damit reichte das württembergische Herrschaftsgebiet im Süden bis an die Donau. Nach der Schlacht bei Nördlingen im Herbst 1634 zogen in Zwiefalten wieder Mönche ein, aber sowohl das Kloster selbst als auch das Abteiterritorium wurden wie alle Herrschaften der Umgebung schwer in Mitleidenschaft gezogen.
Von 1686 bis 1803 unterhielt Zwiefalten in Ehingen an der Donau ein Lyzeum mit der ersten deutschen Herz-Jesu-Kirche, erbaut unter der den Äbten Wolfgang Schmidt (1699–1715) und Beda Summerberger (1715–1725). Der Zwiefaltener Mönch Magnoald Ziegelbauer (1698–1750) gilt als bedeutendster Historiograph des Benediktinerordens.
Während des 17. und 18. Jahrhunderts verstärkten die Württemberger den Druck auf Zwiefalten, das sich aber immer noch weiter entwickelte. 1717 kam etwa der Ort Großengstingen in Klosterbesitz.
1750 schließlich gelang es der Abtei, sich unter schweren finanziellen Opfern von allen Verpflichtungen den Württembergern gegenüber freizukaufen und die Reichsunmittelbarkeit zu erwerben. Sie wurde dadurch Reichsabtei, von jetzt an waren die Zwiefaltener Äbte reichsfreie Landesherren und seit 1751 auf der Schwäbischen Prälatenbank im Reichstag  vertreten. Kleinere Teile des Klosterbesitzes wurden in diesem Zusammenhang an Württemberg abgetreten, so die zuvor zwischen den Parteien umstrittenen protestantischen Orte Neuhausen an der Erms und Ödenwaldstetten sowie verschiedene Besitzungen in Großengstingen und Derendingen.
Im Rahmen der Säkularisation wurde das Kloster als eines der ersten bereits am 25. November 1802 aufgelöst. Der Besitz fiel an das 1806 zum Königreich erhobene Württemberg. Ab 1812 wurden die Gebäude als „königliche Landesirrenanstalt“ genutzt, später als psychiatrisches Landeskrankenhaus. Das heutige „Zentrum für Psychiatrie - Münsterklinik Zwiefalten“ wird seit 2003 durch das Württembergische Psychiatriemuseum ergänzt.

## Baugeschichte

Gnaden- bzw. Kreuzaltar mit dem Bildnis Unserer Lieben Frau

Im 15. Jahrhundert wurde die ursprünglich romanische Abteikirche, eines der frühesten Werke der Hirsauer Bauschule, im Geschmack der Spätgotik umgestaltet – Indiz für den wirtschaftlichen Aufschwung der Klostergemeinschaft in dieser Zeit. Kunstgeschichtlich bedeutsam ist der von Franz Beer angeregte Neubau des Zwiefalter Münsters von 1741 bis 1753 durch den Baumeister Johann Michael Fischer unter Mitwirkung der Brüder Schneider von Baach, der damit ein Hauptwerk des Spätbarock aus Gauinger Travertin schuf. Die Wandpfeilerkirche in der Tradition der Auer Zunft umschließt einen der größten Kirchenräume Deutschlands. Den Innenraum gestalteten bis 1765 Johann Joseph Christian aus Riedlingen (Figurenschmuck), Franz Josef Spiegler aus Wangen (Deckenmalerei) und Johann Michael Feuchtmayr aus Wessobrunn (Stuckatur). Die Kirche gilt als ein Gesamtkunstwerk des süddeutschen Rokoko.

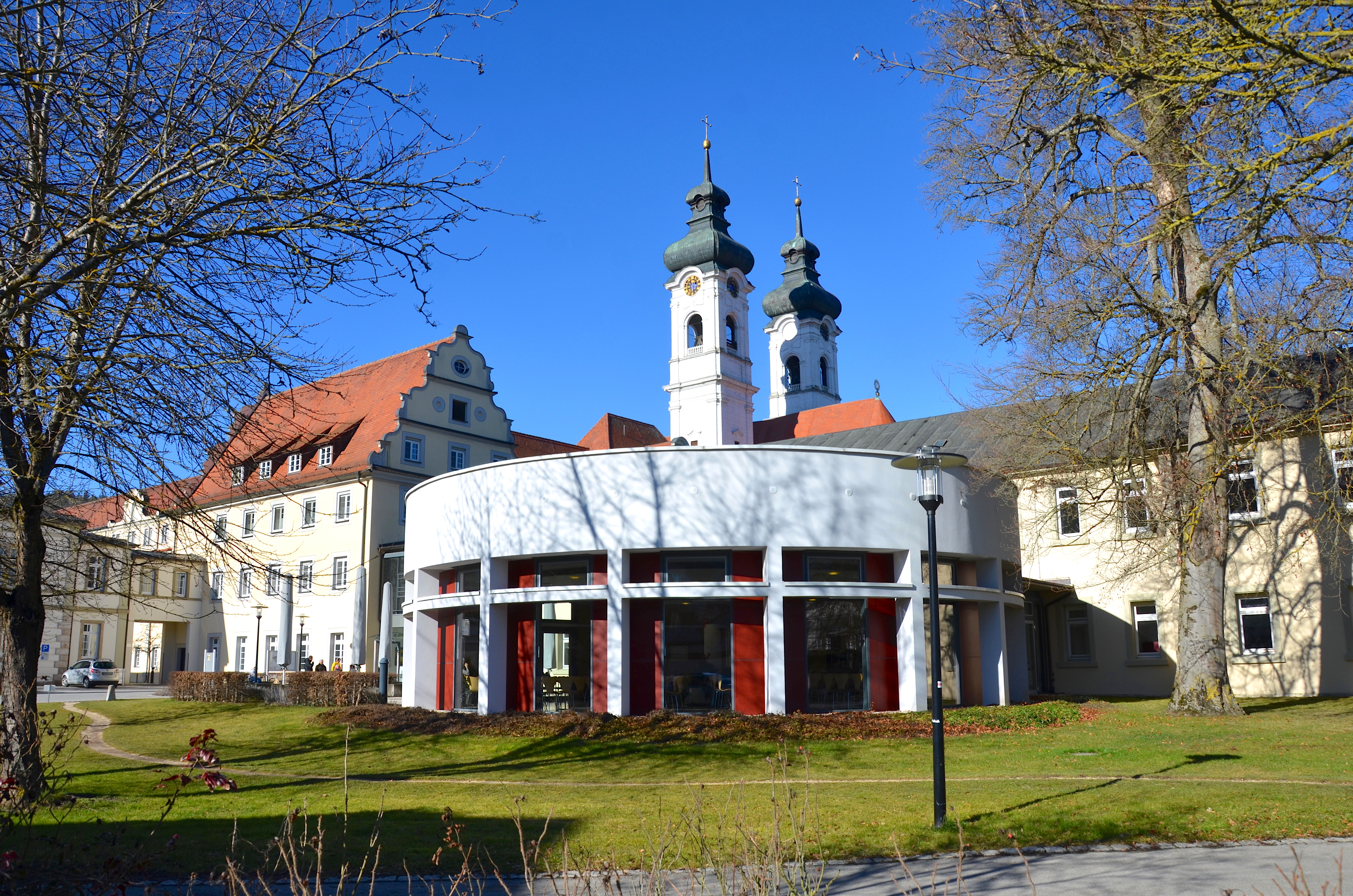
Das heutige Zentrum für Psychiatrie

Das Klostergebäude in seiner heutigen Form entstand neben dem alten Münster ab 1668 nach Plänen von Tommaso Comacio (ausgeführt durch Michael Thumb und Franz Beer). Die gesamte Anlage wurde von 1974 bis 1984 umfassend restauriert.

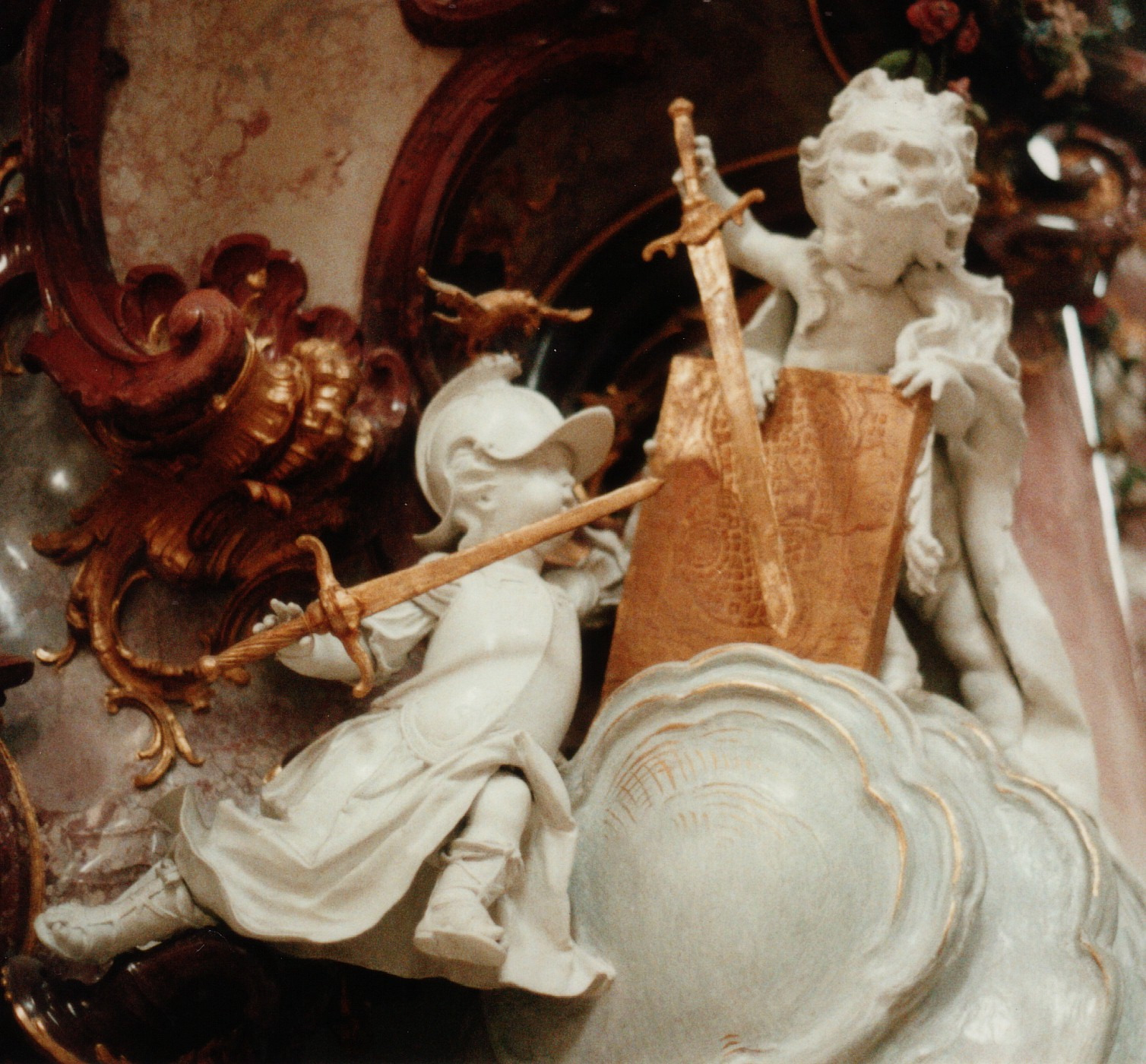
Nebukadnezar im Kampf gegen den jüdischen König Zedekiah (mit dem Plan von Jerusalem) im Kloster Zwiefalten
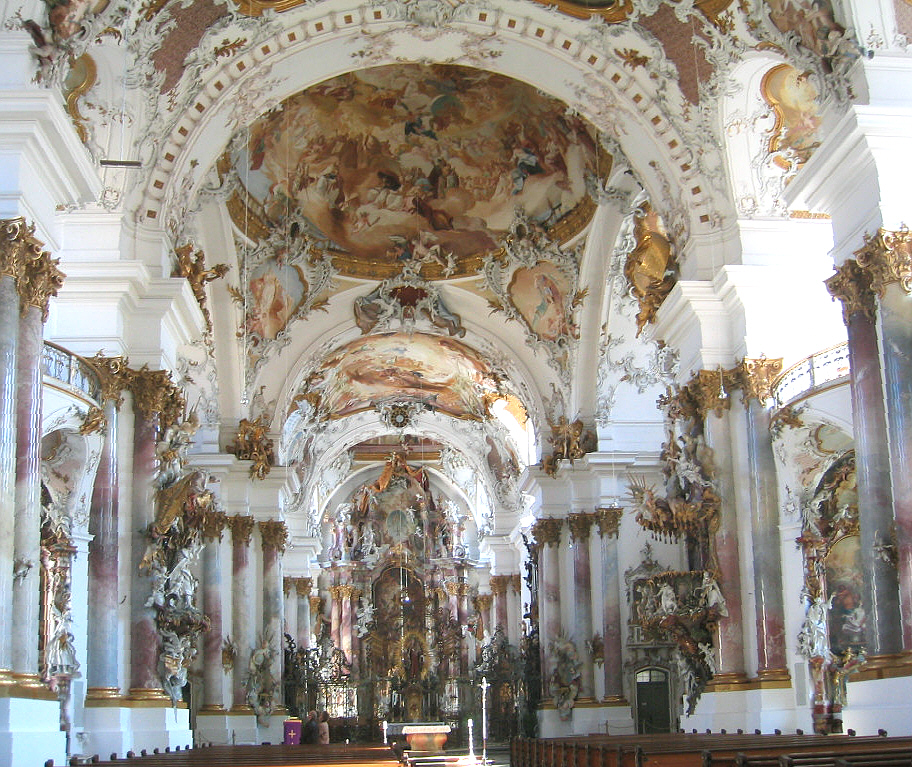
Das Innere des Münsters, Fresken von Franz Joseph Spiegler, Stuck von Johann Michael Feuchtmayer d. J.
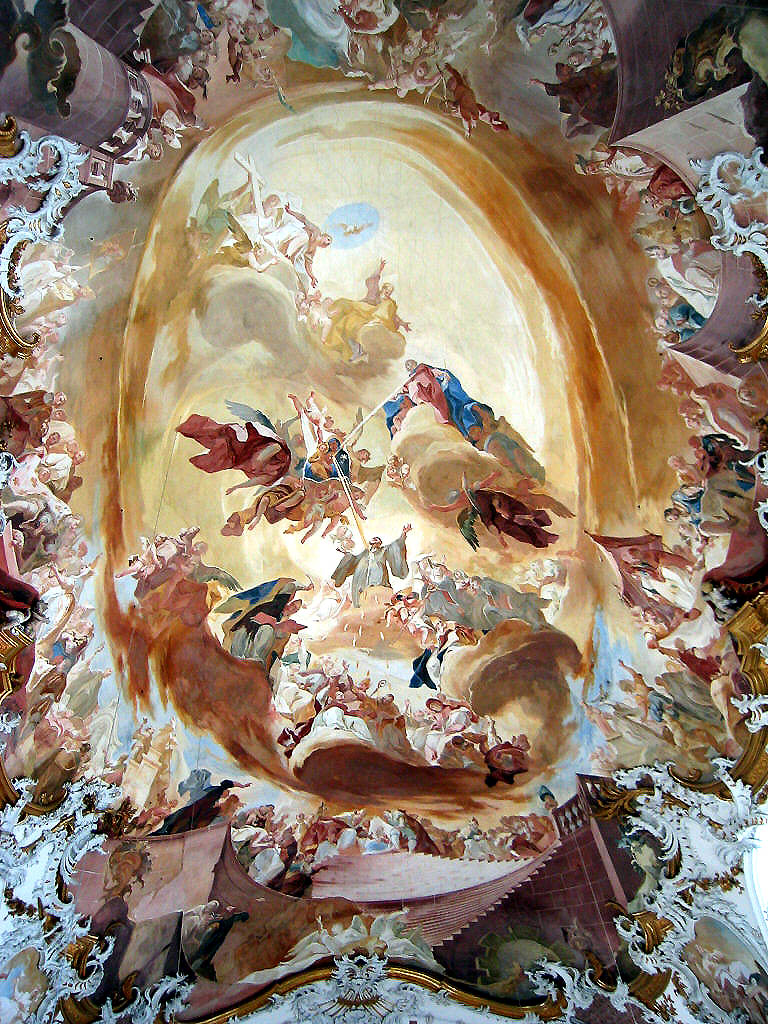
Deckengemälde im Langhaus von Franz Joseph Spiegler aus dem Jahr 1751

## Äbte des Klosters Zwiefalten
- 1091–1095 Noker
- 1095–1139 Ulrich I. von Hirzbühl
- Jahr 1139 Pilgrin (Peregrin)
- 1139–1141 Berthold I., Edler von Grüningen (erste Amtszeit)
- 1141–1146 Ernst Edler von Steißlingen
- 1146–1152 Berthold I., Edler von Grüningen (zweite Amtszeit)
- 1152–1156 Werner I.
- 1156–1158 Gottfried, Graf von Calw
- 1158–1169 Berthold I., Edler von Grüningen (dritte Amtszeit)
- 1169–1193 Konrad von Gammertingen
- 1193–1196 Werner II.
- 1196–1208 Hermann (aus der Familie der Bossonen)
- 1208–1209 Konrad II. (Bruder von Hermann aus der Familie der Bossonen) als unrechtmäßiger Abt
- 1209–1217 Konrad III. (rechtmäßig der II.)
- 1217–1218 Heinrich von Hausen
- 1219–1232 Luithold I.
- 1232–1234 Reinhard (erste Amtszeit)
- 1234–1239 Friedrich (aus der Familie der Bossonen)
- 1239–1244 Luithold II. Arnold
- 1244–1250 Werner III.
- 1250–1251 Konrad IV. (rechtmäßig der III.), Graf von Montfort und Gamertingen
- 1251–1253 Reinhard (zweite Amtszeit)
- 1253–1259 Berthold II., Edler von Wildeck
- 1260–1267 Petrus, Edler von Pflummern
- 1267–1282 Ulrich II.
- 1282–1327 Eberhard von Stein
- 1327–1336 Ulrich III., Edler von Hasenweiler
- 1336–1346 Walter Knebel
- 1346–1366 Johannes I., Edler von Dischingen
- 1366–1383 Anselm, Baron von Ehrenfels
- 1383–1393 Konrad V. (rechtmäßig der IV.), Herr von Stein
- 1393–1398 Johannes II. Ruperti
- 1398–1421 Wolfhard, Herr von Stein
- 1421–1436 Georg I. Eger
- 1436–1474 Johannes III., Herr von Stein
- 1474–1515 Georg II. Fischer (Piscatoris)
- 1515–1538 Sebastian Müller (Molitor) (erste Amtszeit)
- 1538–1549 Nikolaus I. Buchner (erste Amtszeit)
- 1549–1555 Sebastian Müller (Molitor) (zweite Amtszeit)
- 1555–1567 Nikolaus I. Buchner (zweite Amtszeit)
- 1567–1577 Johannes IV. Lager
- 1578–1598 Georg III. Rauch
- 1598–1628 Michael Müller (Molitor)
- 1628–1635 Balthasar Mader
- 1636–1658 Ulrich IV. Gleuz
- 1658–1675 Christoph Raßler
- 1675–1692 Johann Martin Gleuz
- 1692–1699 Ulrich V. Rothhäusler
- 1699–1715 Wolfgang Schmid
- 1715–1725 Beda Sommerberger
- 1725–1744 Augustin Stegmüller
- 1744–1765 Benedikt Mauz (1. Reichsabt)
- 1765–1787 Nikolaus II. Schmidler
- 1787–1803 Gregor Weinemer